# Блъдхаунд Ганг
Bloodhound Gang или Блъдхаунд Ганг е американска рок група, създадена през 1988 от двама приятели – Джеймс Франкс (известен като Джими Поп) и Люпус Тъндър, живеещи в малкото градче Кинг ъф Прусия, Пенсилвания. Групата стартира като хип-хоп формация с хеви метъл влияния, използваща главно музикални семпли при композирането на музиката си, но скоро след това се преориентира към по-твърд саунд, започвайки да използва реални музикални инструменти. Стилът на Bloodhound Gang е твърде разнообразен, варирайки от хеви метъл, през алтернатив и фънк, до пънк и хардкор, като на моменти в музиката им се прокрадват дори хип-хоп и диско елементи. Известни са със своите хумористични и агресивни текстове, правещи всевъзможни шеги и гаври с различни табута и неприлични теми, като расова дискриминация, секс (включително хомосексуалност), орален секс, публични личности, политика, дрога, както и иронични гаври със самите себе си. Песните им са пълни с метафори, игри на думи и различни алюзии, като нерядко контекстът е вулгарен или сатиричен.
Структурата на песните им е изключително проста и лесна за възпроизвеждане, без особено сложни рифове и сола, а звученето им е весело и забавно, в много случаи дори танцувално. Стилът, който може би най-точно характеризира музиката им, е поп пънк.

## История

### Ранни години
Групата, чието име е заимствано от популярно предаване за деца, излъчвано по американския канал PBS през 80-те и 90-те, е създадена от тийнейджъра Джеймс Франкс и неговия приятел Мат Стиглиано през 1988 година като кавър група на Depeche Mode, като цялата им музика се базира на музикални семпли. Групата включва освен Джими и Люпус още трима членове, подвизаващи се под псевдонимите Daddy Long Legs, Foof и Buba K. Love. В този състав момчетата записват първата си демо касета, озаглавена „Just Another Demo“. Музикалният стил в него клони към фънк хип-хоп с метъл забежки, интегрирани отново чрез семпли, а текстовете от самото начало са с хумористичен и пародиен характер. С издаването на второто си демо „The Original Motion Picture Soundtrack to Hitler's Handicapped Helpers“ групата си осигурява договор със звукозаписното студио „Cheese Factory Records“. Съставът претърпява промени, като Foof и Buba K. Love напускат, а на тяхно място се присъединяват M.S.G. и SkipO'Po2mus. В новия състав групата издава първото си EP „Dingelberry Haze“, което привлича вниманието на компанията „Sony Music America“ и скоро след това е подписан професионален договор за издаването на първия официален албум на Bloodhound Gang.
Така през 1995 се появява първият студиен албум „Use Your Fingers“, спазващ стиловата насока от фънк хип-хоп с метъл елементи, като в албума присъстват дори две изцяло пънк рок парчета „Kids in America“ и „K.I.D.S. Incorporated“, в които Люпус за пръв път взима участие като китарист (останалите парчета са изцяло семплирани, като само в някои от тях се срещат духови инструменти). Албумът обаче се оказва тотален финансов провал и договорът със „Sony Music“ е прекратен по настояване на компанията. Освен това в групата настъпват радикални промени, като намиращият се в неразбирателство с Джими Поп втори фронтмен Daddy Long Legs напуска, а с него и останалите членове без Люпус. На тяхно място са привикани басистът Джаред Хаселхоф (известен още като Ивъл Джаред), който води със себе си барабаниста на предната си група (Vaginal Bloodphart) Спанки Джи и диджея DJ Q-Ball. Взето е решение групата да се преориентира към по-твърда музика, без да се изоставят фънк звученето и хумористичните текстове, дело на главния вокал Джими Поп.

### От хип-хоп към рок
Така се стига до записването на втория албум „One Fierce Beer Coaster“, издаден 1996, който изненадващо се превръща в огромен успех, главно с хит сингъла „Fire Water Burn“, обиколил всички радиостанции в Америка и Европа. Саундът в албума е сравнително тежък, клонящ главно към пънк и алтернатив, но включващ и акустични моменти, електронни ефекти и синтезатори. Лириките са откровено агресивни и често сексуални, но с чувство за хумор и самоирония. Освен това се срещат теми като социална отхвърленост („Why's Everybody Always Pickin' on Me?“), религия („Asleep at the Wheel“), политика, а финалното парче е емоционално откровение на групата относно публичните си изяви. Включен е кавър на песента „It's Tricky“ на денс рап изпълнителите Run D.M.C., която звучи значително по-тежко и динамично от оригинала, подплатена с тежки китари и дръм соло.
След няколкогодишна пауза, прекарана в безспирни турнета из Щатите и Европа, Bloodhound Gang се завръща в студиото за записите на третия си албум „Hooray for Boobies“, излязъл в края на 1999. Музиката в него е по-разнообразна от тази в предния, но отново тежка и същевременно игрива, а сингълът „The Bad Touch“, звучащ като диско хит от 80-те години и с веселия си рефрен („You and me, baby, ain't nothing but mammals,/so let's do it like they do on the Discovery Channel“), достига до номер едно в класациите и не слиза от ефир. Темите в албума варират от прослава на женския полов орган („Three Point One Four“, вдъхновена от раздялата на Джими с бившата си приятелка), порно актрисите („The Ballad of Chasey Lain“, прочувстена кореспонденция в писмена форма между Джими Поп и любимата му порно звезда Чейси Лейн) и оралната любов („Yummy Down On This“), през откровена агресия („I Hope You Die“) и груби гаври с какво ли не („Mope“, в песента присъства дори мотив от парчето на Металика „For Whom the Bell Tolls“ и мелодията на играта „PacMan“), и до религия („Hell Yeah“, откровенията на Джими относно въпроса какво би направил, ако е бог) и наркотици („Along Comes Mary“, която е избрана за саундтрак към филма „Half Baked“). Всичко това подплатено със свежа доза хумор и погледнато под един различен нестандартен ъгъл. Звученето е определено купонджийско, забавно и непретенциозно. Албумът е най-големият комерсиален успех на групата. В него барабанист е все още Спанки Джи, който обаче напуска групата още преди издаването му и е заменен от Уили (The New Guy).
През 2003 групата издава своята първа DVD документация, обхващаща интернационалното им турне през 1997, промоциращо албума „One Fierce Beer Coaster“.
През септември 2005 година е издаден и дългоочакваният им нов албум „Hefty Fine“.

## Философия
„Философията“ на Bloodhound Gang е напълно проста и неангажираща. Всички шеги и пародии са сътворени единствено за удоволствие на членовете на групата, като не взимат никакво конкретно социално или политическо отношение въпреки честата намеса на известни личности и институции. По думите на самите музиканти, групата не се взима насериозно и не очаква да бъде взимана насериозно от когото и да било. Думите на фронтмена Джими Поп ни казват всичко: „Що за побъркан свят е този, в който живеем, щом всички слушат нашата музика“.

## Членове
- Джими Поп (вокали)
- DJ Q-Ball (диджей)
- Люпус Тъндър (китари) – 1992 – 2008
- Джаред Хаселхоф (бас китара)
- Уили The New Guy (барабани) – 1999 – 2006
- Спанки Джи (барабани) – 1994 – 1999
- Daddy Long Legs – 1988 – 1996
- M.S.G. – 1994 – 1996
- SkipO'Po2mus – 1994 – 1996
- Адам Пери (барабани) – от 2006
- Даниел Картър (китари) – от 2008

## Дискография

### Студийни албуми
- Dingleberry Haze (1994)
- Use Your Fingers (1995)
- One Fierce Beer Coaster (1996)
- Hooray for Boobies (1999, САЩ)(2000, Европа)
- Hefty Fine (2005)
- Hard-Off (2015)

### Компилации
- Playlist Your Way (2009)
- Show Us Your Hits (2010)

### Демота и EP
- Bang Chamber 8 (1990)
- Just Another Demo (1992)
- Hitler's Handicapped Helpers (1993)
- Dingelberry Haze (1994)
- One Censored Beer Coaster (1996)

## Видеография
- One Fierce Beer Run (DVD) (2003)

## Видеоклипове
Видеоклиповете на Bloodhound Gang са неделима част от шеговития имидж на групата, като почти всеки клип разказва определена забавна история, много често разкриваща абсурдни ситуации и герои. Всички клипове са измислени изцяло от членовете на Bloodhound Gang, които са главни герои във всички от тях.
- „Mama Say“ (Use Your Fingers)
- „Kiss Me Where It Smells Funny“ (One Fierce Beer Coaster)
- „Fire Water Burn“ (One Fierce Beer Coaster)
- „Why's Everybody Always Pickin' on Me?“ (One Fierce Beer Coaster)
- „The Inevitable Return of the Great White Dope“ (Hooray for Boobies), пародия по филма „Scary Movie“
- „Mope“ (Hooray for Boobies)
- „The Ballad of Chasey Lain“ (Hooray for Boobies)
- „The Bad Touch“ (Hooray for Boobies)
- „Along Comes Mary“ (Hooray for Boobies)
- „Foxtrot Uniform Charlie Kilo“ (Hefty Fine)
- „Uhn Tiss Uhn Tiss Uhn Tiss“ (Hefty Fine)